# Jack Underhill
John Edward „Jack“ Underhill (* 3. September 1902 in Vancouver; † 14. Juli 1974 ebenda) war ein kanadischer Badmintonspieler. 

## Karriere
John Underhill gewann 1925 seinen ersten nationalen Titel in Kanada. Neun weitere folgten bis 1947, wobei er seinen letzten im Alter von 44 Jahren erkämpfen konnte. Drei Titel davon gewann er im Mixed mit seiner späteren Ehefrau Eileen George. Gemeinsam mit ihr waren sie das erste Ehepaar, welches 1970 in die British Columbia Sports Hall of Fame aufgenommen wurde. 

## Sportliche Erfolge
| Saison | Veranstaltung                 | Disziplin    | Platz | Name                                |
| ------ | ----------------------------- | ------------ | ----- | ----------------------------------- |
| 1925   | Kanada: Einzelmeisterschaften | Herrendoppel | 1     | Cowan McTaggart / Jack E. Underhill |
| 1927   | Kanada: Einzelmeisterschaften | Herrendoppel | 1     | Jack G. Muir / Jack E. Underhill    |
| 1928   | Kanada: Einzelmeisterschaften | Herreneinzel | 1     | Jack E. Underhill                   |
| 1929   | Kanada: Einzelmeisterschaften | Mixed        | 1     | Jack E. Underhill / Eileen George   |
| 1930   | Kanada: Einzelmeisterschaften | Mixed        | 1     | Jack E. Underhill / Eileen George   |
| 1931   | Kanada: Einzelmeisterschaften | Mixed        | 1     | Jack E. Underhill / Eileen George   |
| 1932   | Kanada: Einzelmeisterschaften | Herrendoppel | 1     | Jack E. Underhill / Noel B. Radford |
| 1932   | Kanada: Einzelmeisterschaften | Herreneinzel | 1     | Jack E. Underhill                   |
| 1936   | Kanada: Einzelmeisterschaften | Herrendoppel | 1     | John E. Laney / Jack E. Underhill   |
| 1947   | Kanada: Einzelmeisterschaften | Herrendoppel | 1     | Jack E. Underhill / John Samis      |